# Гаммертінген
Гаммертінген (нім. Gammertingen) — місто в Німеччині, знаходиться в землі Баден-Вюртемберг. Підпорядковується адміністративному округу Тюбінген. Входить до складу району Зігмарінген.
Площа — 52,97 км2. Населення становить 6370 ос. (станом на 31 грудня 2020).

## Географія

### Адміністративний поділ
Місто складається з таких районів:
| Герб                  | Назва                | Населення   | Площа    |
| --------------------- | -------------------- | ----------- | -------- |
| Gammertingen          | Гаммертінген (центр) | 5.000       | 1.769 га |
| Bronnen               | Броннен              | > 500       | ?        |
| Feldhausen            | Фельдгаузен          | близько 400 | 991 га   |
| Harthausen            | Гартгаузен           | близько 250 | 671 га   |
| Kettenacker           | Кеттенаккер          | близько 300 | 1.084 га |
| Kein Wappen Verfügbar | Маріяберг            | > 500       | ?        |